# Adolfo Jara
Adolfo Ramón Jara Heyn (Asunción, 29 dicembre 1965) è un ex calciatore ed ex giocatore di calcio a 5 paraguaiano.

## Carriera

### Calcio
Gemello di Luis Jara, ha militato nelle selezioni giovanili paraguaiane. Con la selezione under-20 ha partecipato al Campionato mondiale di calcio Under-20 1985 dove è stato eliminato al primo turno.

### Calcio a 5
In occasione del FIFA Futsal World Championship 1989 è stato convocato dalla Nazionale di calcio a 5 del Paraguay nel quale i sudamericani sono giunti alla seconda fase, eliminati nel girone comprendente Argentina, Brasile e Stati Uniti.

## Palmarès

### Calcio

#### Competizioni nazionali
- Campionato paraguaiano: 6

Olimpia: 1993, 1995, 1997, 1998, 1999, 2000

#### Competizioni internazionali
- Coppa Libertadores: 1

Olimpia: 1990
- Supercoppa sudamericana: 1

Olimpia: 1990
- Recopa Sudamericana: 1

Olimpia: 1991